# Atamante
Atamante (in greco antico: Ἀθάμας?, Athámās) è un personaggio della mitologia greca. Fu re di Beozia e di Orcomeno.

## Genealogia
Figlio di Eolo e di Enarete, sposò Nefele e divenne padre di Frisso e di Elle. In seguito ebbe da Ino i figli Learco e Melicerte e risposatosi con Temisto, ebbe da lei i figli Scheneo, Leucone, Ptoo ed Eritrio. Infine adottò i figli del nipote Tersandro (che era figlio di suo fratello Sisifo) e che si chiamavano Aliarto e Corono.

## Mitologia

### La versione di Apollodoro
Apollodoro narra che Atamante, figlio di Eolo, per ordine di Era sposò Nefele, una dea delle nubi figlia di Zeus. Nefele generò ad Atamante Frisso ed Elle. 

Atamante, tuttavia, urtato per il disprezzo che Nefele gli dimostrava, s'innamorò di Ino, figlia di Cadmo e Armonia conducendola segretamente nel suo palazzo ai piedi del monte Lafistio, dove con essa generò Learco e Melicerte. 

Ino prese in odio i figli di primo letto ed architettando un malvagio disegno, pretese che essi venissero sacrificati quale unico modo per salvare la Beozia dalla siccità e dalla carestia che si erano abbattute (ma che in realtà lei stessa aveva causato sterilizzando con il fuoco le sementi). 

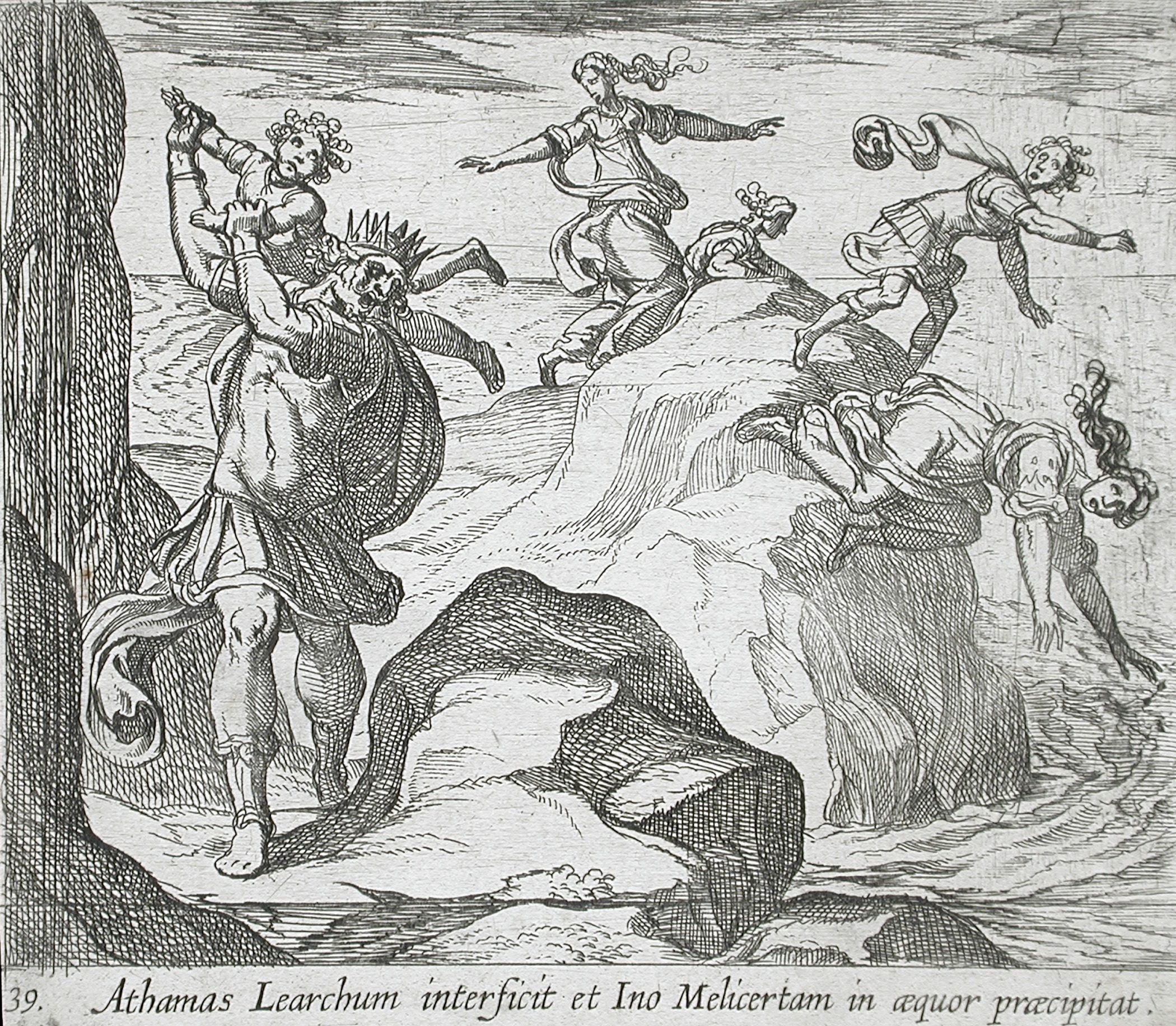
Atamante uccide Learco mentre Ino e Melicerte si gettano in mare

Nefele, accortasi dell'intrigo, chiese aiuto a Era che le inviò Ermes con Crisomallo, un ariete alato dal vello d'oro col quale essi scamparono alla morte, ma, attraversando lo stretto di mare per raggiungere la Colchide, Elle cadde annegando e quel tratto di mare da allora si chiama Ellesponto. 

Atamante, inoltre si indignò a tal punto da uccidere Learco, mentre Ino si gettò nel mare assieme a Melicerte. 

Infine Atamante fu bandito dalla Beozia e così seguì un oracolo che gli disse di vagare fino a stabilirsi in un luogo abitato da bestie selvagge e lì, dopo che dei lupi fuggirono quando compresero chi fosse lui, Atamante si stabilì in quel posto chiamandolo Atamantia. 

Sposò infine Temisto ed ebbe i figli Scheneo, Leucone, Ptoo ed Eritrio.

### La versione di Ovidio

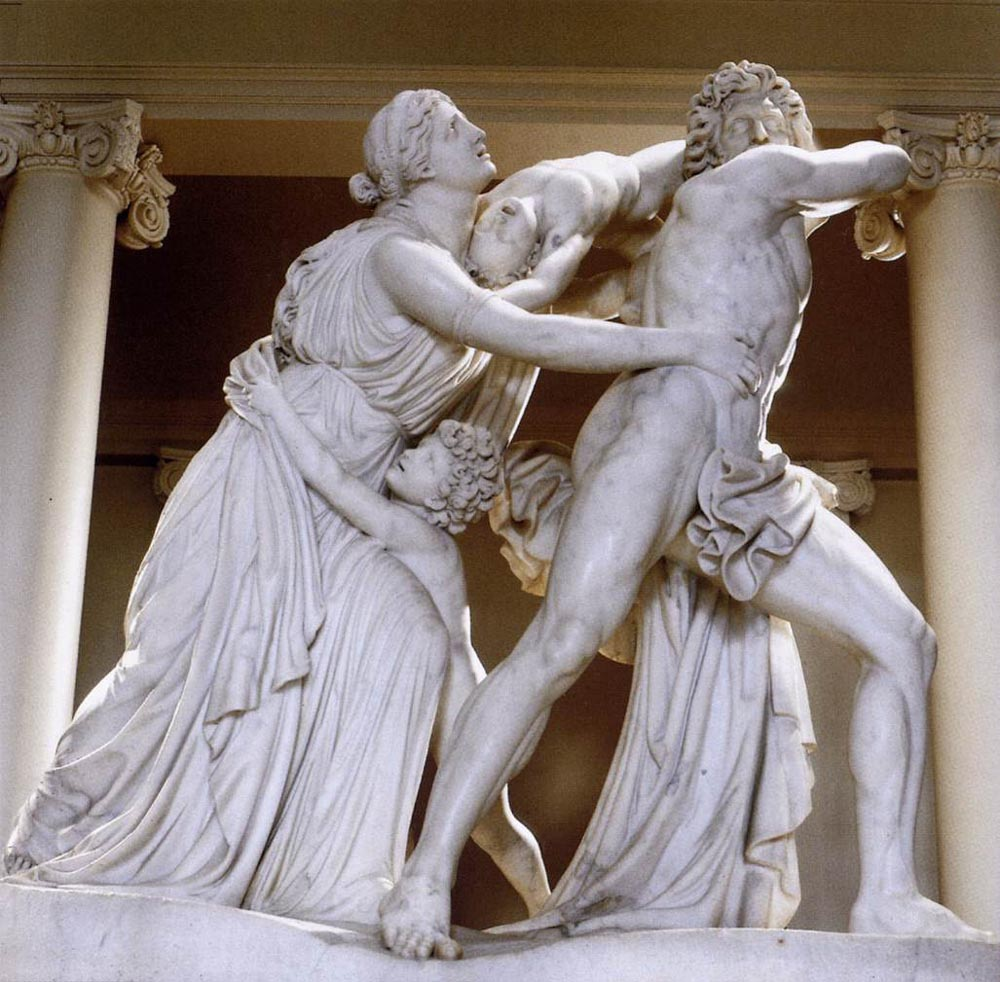
La furia di Atamante di John Flaxman (1755-1826).

Ovidio scrive che Era, gelosa dell'amore di Zeus verso Semele (sorella di Ino ed entrambe figlie di Cadmo) fino a causarne la morte, infierì in seguito contro la sorella Ino e contro il marito di questa (Atamante) facendolo impazzire. 

Egli, nella sua pazzia credette di vedere una leonessa e dei leoncini (secondo altri, dei cervi) invece di sua moglie e dei suoi due figli, così cominciò a dar loro la caccia, afferrò il figlio Learco e lo sfracellò contro uno scoglio e successivamente scagliò Melicerte in mare ed Ino, per cercare di salvarlo si tuffò ma annegò insieme a lui. 

Afrodite, madre di Armònia e quindi nonna di Ino, impietositasi pregò Poseidone di collocare i due tra gli dei marini, dando a Ino il nome di Leucotea ed a Melicerte quello di Palèmone. 

Atamante venne invece mutato in fiume.

### Ripreso da Dante Alighieri
Dante Alighieri segue fedelmente la versione ovidiana nel trentesimo canto dell'Inferno nella Divina Commedia:
per Semelè contra 'l sangue tebano,

come mostrò una e altra fiata,

Atamante divenne tanto insano,

che veggendo la moglie con due figli

andar carcata da ciascuna mano,

gridò: "Tendiam le reti, sì ch'io pigli

la leonessa e ' leoncini al varco»
(Inferno, XXX, 1-8)
Atamante è citato anche nel commento di Leonardo Dati alla Città di vita di Matteo Palmieri, proprio come esempio di furore, nel commento a questa terzina (I, XVII, 79-81):
et sanza cagion muovegli ad tal furia,

dan come ciechi nel peggior di piglio.»